# Reinhold Brinkmann
Pour les articles homonymes, voir Brinkmann.
Reinhold Brinkmann, né le 21 août 1934 à Wildeshausen, et décédé le 10 octobre 2010 à Eckernförde (Allemagne), est un musicologue allemand.

## Biographie
Il fait ses études à Fribourg-en-Brisgau. Entre 1972 et 1980, il travaille à l’Université libre de Berlin. Il continue dans cette ville jusqu’en 1985 à l’Université des arts, avant d’aller à l’Université Harvard.
Son travail se traduit par diverses publications dans tous les domaines de la théorie de la musique et de son histoire du XVIIIe au XXe siècle, avec une attention particulières sur les aspects interdisciplinaires.

## Quelques écrits
- Richard Wagner: Von der Oper zum Musikdrama. Berne: Francke, 1978
- (ed.) Improvisation und neue Musik. 8 Kongressreferate. Mayence: Schott, 1979
- (ed.) Musik im Alltag. 10 Kongressbeiträge. Mayence: Schott, 1980
- Arnold Schönberg: Drei Klavierstücke Op. 11. Studien zur frühen Atonalität bei Schönberg. 2., durchges. Aufl. mit einem neuen Vorwort. Stuttgart: Steiner, 2000
- "Musik nachdenken." Reinhold Brinkmann und Wolfgang Rihm im Gespräch. Regensburg: ConBrio, 2001
- Vom Pfeifen und von alten Dampfmaschinen. Aufsätze zur Musik von Beethoven bis Rihm. Vienne: Zsolnay, 2006
- Late Idyll: The Second Symphony of Johannes Brahms, Harvard University Press, 1997
- Music of My Future: The Schoenberg Quartets and Trio, édité par Reinhold Brinkmann et Christoph Wolff, Harvard University Press, 2001